# Año Internacional de la Cultura de la Paz
2000 fue proclamado Año Internacional de la Cultura de la Paz por la Asamblea General de las Naciones Unidas mediante la resolución 52/15, adoptada el 20 de noviembre de 1997. La iniciativa se impulsó en respuesta a la resolución 1997/47 del Consejo Económico y Social, destacando la importancia de promover una cultura de paz como base para el desarrollo sostenible y el respeto a los derechos humanos. La proclamación se basó en la necesidad de abordar la persistencia de la violencia y los conflictos en diversas partes del mundo, así como en la convicción de que la educación, la ciencia y la comunicación son herramientas esenciales para fomentar la tolerancia, el diálogo, la reconciliación y la cooperación internacional. 
La UNESCO fue designada como organismo coordinador del Año, encargándose de las actividades interinstitucionales dentro del sistema de las Naciones Unidas y de la movilización de recursos para su implementación. El Año fue oficialmente lanzado el 14 de septiembre de 1999 en Bangkok, en un evento organizado por la Oficina Regional Principal de la UNESCO para Asia y el Pacífico (PROAP) en colaboración con la Comisión Económica y Social para Asia y el Pacífico (ESCAP).

## Actividades y alcance
Las actividades se enfocaron en el respeto a la  diversidad cultural y la promoción de valores fundamentales,  con la participación de los Estados miembros, organizaciones de la sociedad civil y otros actores clave para difundir los principios de una cultura de paz. A través de campañas educativas y de sensibilización, se promovió la adopción de políticas que fomentaran la convivencia pacífica y la resolución no violenta de conflictos.
El Manifiesto 2000 para una Cultura de Paz y No Violencia, redactado por laureados del Premio Nobel de la Paz y lanzado el 4 de marzo de 1999, buscó involucrar a personas de todo el mundo en la promoción de la paz mediante compromisos personales. Se implementaron iniciativas de formación en derechos humanos y educación para la paz en instituciones educativas de todo el mundo.
Las actividades se financiaron principalmente mediante contribuciones voluntarias de los Estados miembros y donaciones de organizaciones interesadas, garantizando la viabilidad de los programas planificados. Se planificaron actividades regionales, como el lanzamiento en Bangkok, que atrajo a funcionarios de alto nivel, representantes gubernamentales y medios de comunicación, promoviendo la participación masiva.